# Marouette de Laysan
Porzana palmeri
Espèce
Synonymes
- Porzana palmeri Frohawk, 1892
- Porzanula palmeri Frohawk, 1892
(protonyme)

Statut de conservation UICN

 EX  : Éteint
La Marouette de Laysan ou Râle de Laysan (Zapornia palmeri, anciennement Porzana palmeri) est une espèce éteinte d'oiseaux de la famille des Rallidae.

## Répartition
Cette espèce était endémique de Laysan, dans l'archipel d'Hawaï.